# Michael Schläpfer
Michael Schläpfer (* 19. Mai 1822 in Rehetobel; † 28. Mai 1885 in Herisau; heimatberechtigt in Rehetobel) war ein Schweizer Redaktor und Publizist aus dem Kanton Appenzell Ausserrhoden.

## Leben
Michael Schläpfer war ein Sohn von Hans Heinrich Schläpfer, Webfabrikant sowie Ratsherr, und Anna Maria Locher. Im Jahr 1844 heiratete er Magdalena Elisabeth Bion, Tochter von Peter Bion, Buchbindermeister in St. Gallen. 1864 ging er eine zweite Ehe mit Wilhelmine Anderes, Tochter von Konrad Anderes, ein.
Er absolvierte eine Buchdruckerlehre bei seinem Onkel Johannes Schläpfer in Trogen. 1843 gründete er eine Buchdruckerei in St. Gallen und war Herausgeber der Zeitung Der gelbe Kourier. Er verlegte 1844 den Betrieb nach Herisau. Von 1844 bis 1853 gab er weitere Zeitungen heraus. 1846 gründete er das Literarische Institut. Bis 1847 druckte er revolutionäre Schriften deutscher Autoren. Er erwarb 1852 die Appenzeller Zeitung. Bis 1862 war er deren Redaktor. Ihm gelangen der geschäftliche Durchbruch und die landesweite Beachtung dank einem hohen redaktionellen Niveau sowie fortschrittlich-liberaler Haltung.
Von 1859 bis 1863 amtierte er als Gemeinderichter. Ab 1863 bis 1869 war er Bezirksrichter. In den Jahren 1869 bis 1875 hatte er das Amt als Kriminalrichter und von 1875 bis 1882 dasjenige des Oberrichters inne. Er war Mitglied der Gemeindeschulkommission. Von 1882 bis 1883 sass er im Revisionsrat. Er war Gründer und Förderer gemeinnütziger Stiftungen und Vereine.